# Морозов, Иван Иванович (Герой Советского Союза, 1913—1965)
Иван Иванович Морозов (1913—1965) — полковник Советской Армии, участник Великой Отечественной войны, Герой Советского Союза (1944).

## Биография
Иван Морозов родился 6 января 1913 года в деревне Вязовка (ныне — Узловский район Тульской области). После окончания сельскохозяйственного техникума работал сначала зоотехником, затем инспектором животноводческого управления Тульского облземотдела. В 1935—1938 годах проходил службу в Рабоче-крестьянской Красной Армии. В 1942 году Морозов повторно был призван в армию. С ноября того же года — на фронтах Великой Отечественной войны.
К апрелю 1944 года лейтенант Иван Морозов командовал батальоном 429-го стрелкового полка 52-й стрелковой дивизии 57-й армии 3-го Украинского фронта. Отличился во время форсирования Днестра. В ночь с 12 на 13 апреля 1944 года передовая группа во главе с Морозовым переправилась через Днестр в районе села Бычок Григориопольского района Молдавской ССР и прикрывала переправу всего батальона. В боях на окраине села Гура-Быкулуй Новоаненского района за одни сутки в составе своего батальона Морозов отразил более двадцати немецких контратак.
Указом Президиума Верховного Совета СССР от 13 сентября 1944 года за «образцовое выполнение боевых заданий командования на фронте борьбы с немецкими захватчиками и проявленные при этом мужество и героизм» лейтенант Иван Морозов был удостоен высокого звания Героя Советского Союза с вручением ордена Ленина и медали «Золотая Звезда» за номером 3429.
В 1946 году в звании полковника Морозов был уволен в запас. Проживал в Тульской области. Умер 6 декабря 1965 года, похоронен в Туле.

## Награды
- Орден Красного Знамени (13.9.1944)[3]
- Орден Александра Невского (9.4.1945)[3]
- Орден Отечественной войны 2-й степени (7.9.1943)[1][2]
- медаль «Золотая Звезда» Героя Советского Союза и орден Ленина (13.9.1944)[2]
- Орден Красной Звезды (12.9.1945)[3]
- медали, в том числе:
  - За отвагу (20.8.1943)[2]
  - За взятие Берлина[4]
  - За освобождение Варшавы[4]
  - За освобождение Праги[4]
  - За взятие Вены[4]
  - За победу над Германией[4]
  - За победу над Японией[4].